# Leif Øgaard
Leif Øgaard est un joueur d'échecs norvégien né le 5 janvier 1952. Grand maître international en 2007, il a remporté le championnat de Norvège à cinq reprises (en 1974, 1975, 1979, 1985 et 1993) et quatre fois le tournoi de Gausdal (en 1976, 1978, 1981 et 1982).
Il a représenté la Norvège lors de six olympiades (de 1970 à 1978 et en 1984, remportant la médaille de bronze en tant que remplaçant en 1970.